# Abraham Haber
(Buenos Aires, Argentina, 6 de septiembre de 1924 - ibídem, 18 de diciembre de 1986) fue un crítico de arte argentino especializado en la obra de Carl Jung y en el arte simbólico precolombino.
Colaboró con artículos y columnas de opinión en el diario La Nación y Clarín. Asimismo, se constituyó como el teórico del perceptismo, corriente plástica argentina cuyo referente fue Raúl Lozza

## Trayectoria
Se graduó de  profesor de filosofía en la Facultad de Buenos Aires 1948 y en 1958 como profesor de Historia del Arte en la Escuela Prilidiano Pueyrredón. En 1968, fue premiado por el diario La Nación por un jurado integrado por Adolfo Bioy Casares, Carmen Gándara, Jorge Luis Borges y Eduardo Mallea. Se desempeñó como profesor en el departamento de Historia de Arte de la Facultad de Filosofía y Letras. Durante los años de la última dictadura militar fue cesanteado de sus cargos de profesor en la Facultad de Filosofía y Letras y en la escuela de Bellas Artes. Época en la cual profundizó sus conocimientos sobre Carl Jung y dictó el curso "Introducción al pensamiento de Jung" en la Universidad El Salvador.  También, en este periodo, presidió las primeras jornadas argentinas sobre la psicología de Carl Jung en la Ciudad de Buenos Aires. Entre los años 60 y 80  la Editorial Cesarini Hnos publicó sus libros de texto para escuelas industriales y técnicas "Historia Antigua y Medieval" para primer año, "Historia moderna y contemporánea" para segundo año y "Historia Argentina" para tercer año.
Al finalizar la dictadura, en 1984, el gobierno constitucional le reintegró sus cargos en la Facultad de Filosofía y Letras y se incorporó como profesor en la Universidad de La Plata. Muere en 1986.

## Premios
Sus obras fueron reconocidas y premiadas por diversas academias de literatura y de arte. "Un Símbolo Vivo", que fue editado en 1969 y fue publicada por Editorial Paidos, recibió el premio literario del Diario La Nación. "Símbolo, Heroes y Estructuras" de 1976, publicada por Editorial Hachette, resultó finalista del Premio Anagrama en Barcelona. En este trabajo indagó sobre el inconsciente colectivo a través de la obra de Carl Jung y Claude Lévi-Strauss.

## Obras
Símbolos, Héroes y Estructuras
Editorial Hachette, 1976
Colección Las ideas y las Formas, dirigida por J. A. García Martínez